# Літтл-Грант (Вісконсин)
Літтл-Грант (англ. Little Grant) — місто (англ. town) в США, в окрузі Грант штату Вісконсин. Населення — 314 особи (2020).

## Демографія
Згідно з переписом 2010 року, у місті мешкали 283 особи в 102 домогосподарствах у складі 75 родин. Було 115 помешкань
Расовий склад населення:
| - 96,8 % — білих - 0,4 % — корінних американців - 0,4 % — азіатів - 2,1 % — осіб інших рас |

До двох чи більше рас належало 0,4 %. Частка іспаномовних становила 2,1 % від усіх жителів.
За віковим діапазоном населення розподілялося таким чином: 29,0 % — особи молодші 18 років, 61,5 % — особи у віці 18—64 років, 9,5 % — особи у віці 65 років та старші. Медіана віку мешканця становила 38,1 року. На 100 осіб жіночої статі у місті припадало 116,0 чоловіків;  на 100 жінок у віці від 18 років та старших — 120,9 чоловіків також старших 18 років.
Середній дохід на одне домашнє господарство  становив 56 124 долари США (медіана — 41 786), а середній дохід на одну сім'ю — 66 586 доларів (медіана — 49 375). Медіана доходів становила 37 125 доларів для чоловіків та 35 000 доларів для жінок. За межею бідності перебувало 36,7 % осіб, у тому числі 68,4 % дітей у віці до 18 років та 0,0 % осіб у віці 65 років та старших.
Цивільне працевлаштоване населення становило 117 осіб. Основні галузі зайнятості: сільське господарство, лісництво, риболовля — 31,6 %, освіта, охорона здоров'я та соціальна допомога — 16,2 %, роздрібна торгівля — 14,5 %.